# Vakhtang III de Geòrgia
Vakhtang III fou un rei de Geòrgia, nomenat pel kan Il-kan per fer front a la revolta de son germà David VIII que tenia el suport del poble. Va néixer el 1276 i era el segon fill de Demetri II Tavdadebuli i d'una princesa de la família dels Comnens.
Va ser proclamat el 1302. Va ser assassinat a Nakhitchevan abans del 1308.
El 1308 el fill de David VIII, anomenat Jordi VI, va pujar al tron essent reconegut pel kan.